# ニコロデオン (TVチャンネル)
ニコロデオン（英語: Nickelodeon）は、アメリカ合衆国のケーブルテレビチャンネル。幼児・児童向け番組を専門とするチャンネルで、『スポンジ・ボブ』や『パウ・パトロール』などのアメリカで人気のアニメ番組を多くの国で放送している。パラマウント・スカイダンス・コーポレーション傘下のパラマウント・メディア・ネットワークスが運営する。

## 米国本社

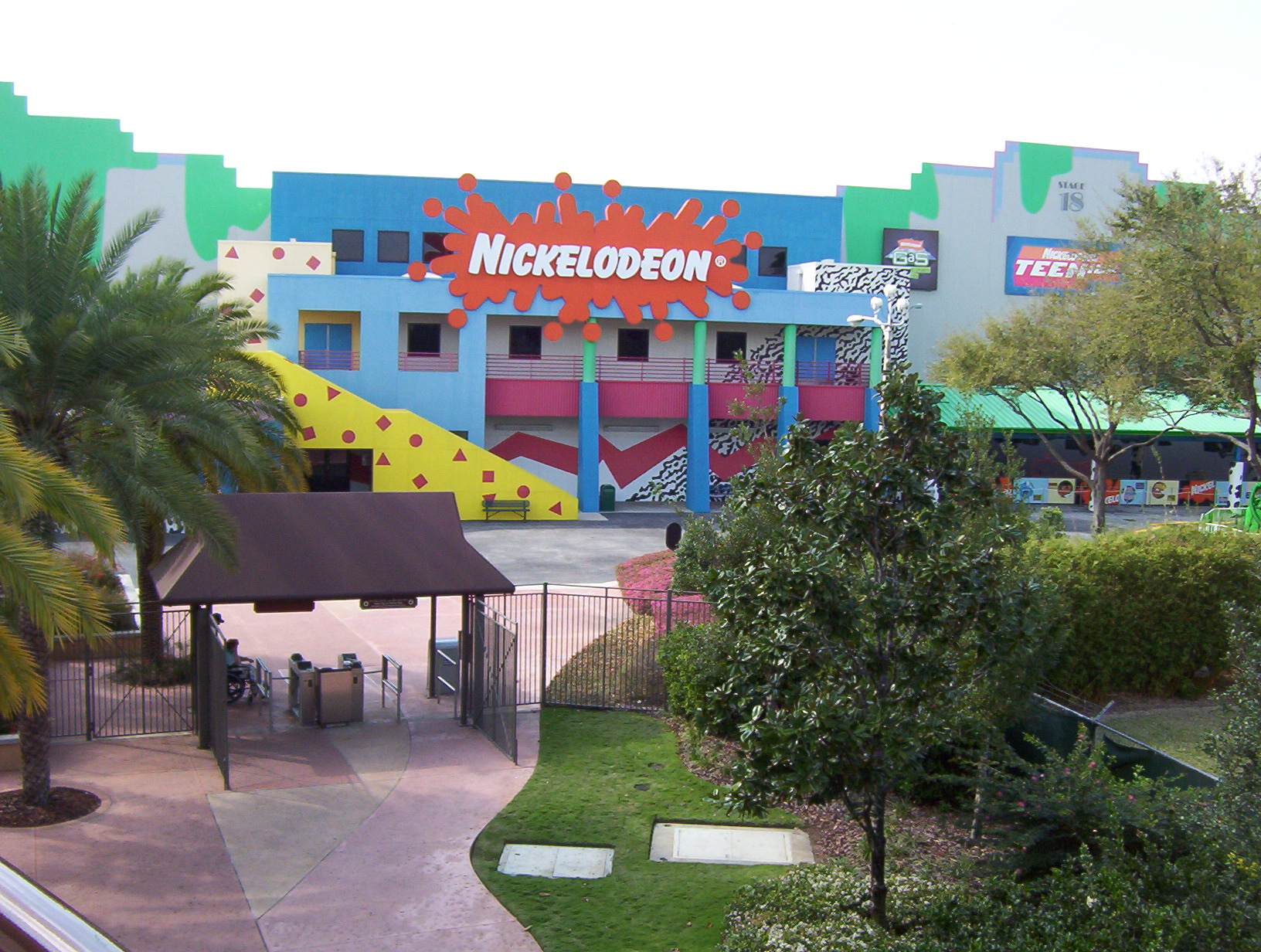
ニコロデオン・スタジオ

1977年に「QUBE」というケーブルテレビ網で始まった児童向けチャンネル「ピンホイール」が改称し、1979年に「ニコロデオン」として開局。局名は20世紀初頭の小規模な映画館の名にちなむ。ワーナー・ケーブルで放送開始。1986年にはワーナー・ケーブルは各ケーブルチャンネルを独立会社とし、ニコロデオンもMTVなどとともにバイアコムに売却。
1990年、ニコロデオンは自社スタジオ兼テーマパークニコロデオン・スタジオをフロリダ州オーランドにあるユニバーサル・スタジオ・フロリダ内に開き、ここでシットコムやゲーム番組の収録を行ってきたが、2005年に閉鎖した。
2019年11月13日にNetflixは米ニコロデオンと数年締結しオリジナル作品を制作すると発表した。

### 姉妹チャンネルおよび関連企業
ニックトゥーンズ
2002年5月1日開局。主にニコロデオン制作のアニメーションを放送している。
ニック・アット・ナイト
元々は深夜の放送枠として開設され、現在はチャンネルとして独立している。大抵の番組はオリジナルドラマやバラエティーなど。1950年代から2000年代のシットコムの放送が主である。
ニック・ジュニア
未就学児向け教育番組を中心に放送するチャンネル。 日本でも枠として放送されていた。
ティーンニック
2002年4月1日に放送枠The N として開設。2007年12月31日にニコロデオンから独立し、2009年に現在の名称に改称した。ティーンエイジャーといった若者層を対象としており、番組中では汚い言葉が使われることもある。
ニコロデオン・ムービーズ
ニコロデオンの映画部門。詳しくは、『ニコロデオン・ムービーズ』の項目を参照。

## 日本法人

### 1998年の初進出
日本では1998年11月20日にディレクTVで放送開始（委託放送事業者はワンダーウェーブ株式会社、Ch.272）。開局直前までは名前呼称が「ニッケルオデオン」であった。
ディレクTVの日本撤退に伴い、2000年10月にプラットフォームをスカイパーフェクTV!に移行（委託放送事業者はジャパンイメージコミュニケーションズ、Ch.278）。チャンネル名は「ニコロデオン/教養バラエティータイム」。2001年にニコロデオン・マネージメント・プライベート・Ltd日本支社（ニコロデオン・ジャパン）設立。同年11月にはチャンネル名を「ニコロデオン/アニメ・子どもTV」に変更。
2005年1月、現在の日本での運営会社であるViacom International Japan（VIJ）株式会社設立。2006年1月には電気通信役務利用放送に移行（電気通信役務利用放送事業者はMTVジャパン株式会社、現在のパラマウント・グローバル・ジャパン株式会社、Ch.751に変更）。2006年10月にはチャンネルのリニューアルが行われた。2008年1月、VIJがMTV Networks Japan株式会社（MTVNJ）に社名変更（のち合同会社に組織変更）。
しかし、日本アニメの根強い人気に加え、同業会社であるディズニー・チャンネルやカートゥーン ネットワークなどとの競争で苦戦を強いられた結果、2009年9月30日にチャンネル放送を一旦終了。放送終了後はキャラクター事業と番組販売事業は存続し、MTVジャパンや他のCS局、TwellVやNHK Eテレ、テレビ東京などに番組配給を行っていた。

### 2017年の再進出
日本での再開局を望むニコロデオンファンからの強い要望などもあり、2017年10月18日にNTTドコモ系の動画配信サービスであるdTVチャンネルにてチャンネルの放送を再開する事が発表された。更に2018年1月29日には日本テレビ系の動画配信サービスのHuluでも放送される事が発表。同年1月30日に放送を開始した。
2018年4月20日、Facebook公式アカウントが開設。
2018年7月3日、Amazonプライム・ビデオチャンネルにて放送開始。
2019年3月15日、music.jp（テレビコース）にて放送開始。2021年1月31日に放送を終了した。
2021年4月28日、Rakuten TVにて定額見放題サービスの『nick+』（ニック・プラス）の提供が開始。
2021年10月よりサービス開始した楽天が運営するRチャンネル内PlutoTVキッズにおいてニコロデオン作品の配信を開始。
2022年1月31日、dTVチャンネルでの提供、並びにAmazonプライム・ビデオチャンネル及びHuluでのライブ配信をそれぞれ終了。

### 2022年2月のリニューアル
2022年2月1日からはライブ配信を終了し、Amazon Prime Video内でのニコロデオンチャンネルにおけるVOD配信にリニューアルした。

### 2024年4月のリニューアル
2024年4月16日をもってニコロデオンチャンネルとしてのサービスを終了し、17日からParamount+（パラマウントプラス）に統合された。なお、Huluにおいては引き続き見放題配信を継続している。

## 日本での視聴方法

### 日本で視聴可能だったサービス（2018年 - 2022年）
- dTVチャンネル（2018年1月30日 - 2022年1月31日）
- Hulu（2018年1月30日 - 2022年1月31日）
- Amazonプライム・ビデオ（2018年7月3日 - 2022年1月31日）
- music.jp（2019年3月15日 - 2021年1月31日）

### 日本で視聴可能だったチャンネル（1998年 - 2009年）
- スカパー! Ch.751
- BBTV ビー・ビー・ケーブル
- 4th Media ぷらら
- GEO@チャンネル エンタウェイブ
- ひかりone TVサービス KDDI
- 各地域ケーブルテレビ

## 日本での番組一覧

### ナレーター

#### 1998年 - 2009年の担当者
- 松本大（2006年まで）
- コジマサトコ（2009年まで）
- マーク・大喜多（2009年まで）
- 武田華（2009年まで）

#### 2018年以降の担当者
- 德田凌[17]
- 山下菜々子[18]

### 日本のニコロデオンで放送されていた番組

#### ニコロデオン（2018年 - ）

##### テレビアニメ
| 作品名                               | 放送期間                       | 備考                               |
| ------------------------------------ | ------------------------------ | ---------------------------------- |
| スポンジ・ボブ                       | 2018年1月30日 - 2022年1月31日  |                                    |
| ラグラッツ                           | 2018年1月30日 - 2022年1月31日  | 日本語吹き替え版と英語オリジナル版 |
| ラグラッツ・ザ・ティーンズ           | 2018年1月30日 - ?              |                                    |
| インベーダー・ジム                   | 2018年1月30日 - ?              |                                    |
| ワイルド・ソーンベリーズ             | 2018年1月30日 - ?              |                                    |
| ドーラといっしょに大冒険             | 2018年1月30日 -                | 日本語吹き替え版と英語オリジナル版 |
| アバター 伝説の少年アン              | 2018年1月30日 - ?              | [ 注釈 2 ]                         |
| ブルーズ・クルーズ                   | 2018年1月30日 - 2022年1月31日  | 日本語吹き替え版と英語オリジナル版 |
| スーパーエージェント TUFFパピー      | 2018年1月30日 - ?              | [ 注釈 3 ]                         |
| ザ・ペンギンズ from マダガスカル     | 2018年1月30日 - 2022年1月31日  | [ 注釈 4 ]                         |
| カンフー・パンダ ザ・シリーズ        | 2018年1月30日 - 2022年1月31日  | [ 注釈 5 ]                         |
| ミュータント タートルズ              | 2018年1月30日 - 2022年1月31日  | [ 注釈 6 ]                         |
| みんなのウミズーミ                   | 2018年1月30日 - ?              | 日本語吹き替え版と英語オリジナル版 |
| ハイスクール・ニンジャ               | 2018年1月30日 - 2019年9月      | [ 注釈 7 ]                         |
| ラビッツ インベージョン              | 2018年4月1日 - ?               | 英語オリジナル版                   |
| ウォーリーカザム!                    | 2018年1月30日 - ?              | 英語オリジナル版                   |
| シマー&シャイン                      | 2018年1月30日 -                | 英語オリジナル版                   |
| ブレイズ&モンスターマシン            | 2018年1月30日 - 2022年1月31日  | 英語オリジナル版                   |
| ブレイズ&モンスターマシン            | 2021年9月11日 - 2022年1月30日  | 日本語吹き替え版                   |
| ロケット・パワー                     | 2018年4月1日 - 2019年9月       |                                    |
| バブル・グッピーズ                   | 2019年5月11日 - 2022年1月31日  | 英語オリジナル版                   |
| パウ・パトロール                     | 2019年8月31日 - 2022年1月31日  | 日本語吹き替え版と英語版           |
| レゴシティ アドベンチャーズ          | 2019年12月 - 2022年1月31日     | [ 注釈 11 ]                        |
| レゴ ジュラシック・ワールド          | 2020年1月11日 -                | [ 注釈 11 ]                        |
| ジミー・ニュートロン 僕は天才発明家! | 2020年1月29日 - ?              |                                    |
| レジェンド・オブ・コーラ             | 2020年11月29日 - 2022年1月30日 | 日本語字幕版                       |
| バック・アット・ザ・バーンヤード     | 2021年1月23日 - 6月20日        | 英語オリジナル版                   |
| Go, Diego, Go!                       | 2021年2月20日 -                | 英語オリジナル版                   |
| Abby Hatcher                         | 2021年3月 -                    | 英語オリジナル版                   |
| Corn & Peg                           | 2021年3月 -                    | 英語オリジナル版                   |
| Rusty Rivets                         | 2021年6月26日 -                | 英語オリジナル版                   |
| ラウド・ハウス                       | 2021年8月23日 - 2022年1月31日  | 日本語吹き替え版                   |
| Ricky Zoom                           | 2021年10月2日 -                | 英語オリジナル版                   |
| Butterbean's Cafè                    | 2021年11月18日 -               | 英語オリジナル版                   |
| やんちゃなポニー                     | 2022年6月13日 -                |                                    |

##### テレビドラマ
| 作品名                                    | 放送期間                  | 備考             |
| ----------------------------------------- | ------------------------- | ---------------- |
| iCarly                                    | ? - 2019年                | 日本語字幕版     |
| アリアナ・グランデのサム&キャット         | 2019年11月 -              | 日本語字幕版     |
| 名探偵ハンターストリート                  | 2020年4月 -               | 日本語字幕版     |
| アー・ユー・アフレイド・オブ・ザ・ダーク? | 2020年9月12日             |                  |
| アー・ユー・アフレイド・オブ・ザ・ダーク? | 2021年10月29日 - 10月31日 | 日本語吹き替え版 |
| まほうのレシピ                            | 2021年2月27日             | [ 注釈 7 ]       |

##### 特別番組
| 作品名                                             | 放送日                                            | 備考                                                  |
| -------------------------------------------------- | ------------------------------------------------- | ----------------------------------------------------- |
| ジョジョ・シワ『マイ・ワールド』                   | 2018年7月28日                                     | 日本語字幕版                                          |
| リップシンクバトル ハロウィンスペシャル            | 2018年10月30日                                    | 日本語字幕版                                          |
| うそつき吸血鬼                                     | 2018年10月30日                                    | 長編ドラマ 日本語字幕版                               |
| アルバート ～もみの木くんの夢～                    | 2019年12月14日                                    | 日本語字幕版                                          |
| 夏休みの大冒険                                     | 2020年8月8日                                      | 日本語字幕版 Oops!フェアリーペアレンツ 実写長編第三弾 |
| スポンジ・ボブ ミュージカル ライブ・オン・ステージ | 2021年8月13日、8月14日、8月15日、8月16日、8月19日 | 日本語字幕版                                          |
| レジェンド～隠れ寺の伝説 ザ・ムービー              | 2021年11月26日                                    | 日本語字幕版                                          |
| ヘイ・アーノルド! ジャングル大冒険                 | 2021年12月17日 - 20日、12月25日 - 26日、12月31日  | 日本語字幕版                                          |
| Oops!フェアリーペアレンツ 楽しいクリスマス         | 2021年12月25日 - 26日、12月31日                   | 日本語字幕版 Oops!フェアリーペアレンツ 実写長編第二弾 |

### 日本のニコロデオンで放送されていた番組

#### ニコロデオン（1998年 - 2009年）

##### テレビアニメ
| 作品名                               | 放送期間                           | 移行先（テレビ局） | 移行先（配信局）                                  |
| ------------------------------------ | ---------------------------------- | --- | ------------------------------------------------- |
| スポンジ・ボブ                       | 2000年1月 - 2009年9月30日          | NHK教育→NHK Eテレ TOKYO MX 千葉テレビ放送 MTV（終了） アニマックス（NickTime枠、終了） BSフジ（終了） BSJapanext（終了） | Amazonビデオ Netflix ビデオマーケット Gyao!ストア |
| ジミー・ニュートロン 僕は天才発明家! | 2005年10月1日 - 2009年9月30日      | キッズステーション（終了） NHK総合（終了）                                                                               |                                                   |
| Oops!フェアリーペアレンツ            | 2006年7月7日 - 2009年9月30日       | ディズニー・チャンネル                                                                                                   | Netflix YouTube ツリーハウスダイレクトチャンネル  |
| トロールズ☆                          | 2006年4月7日 - 2009年2月28日       | |                                                   |
| ぼんじゅール?!イボン                 | 2005年10月1日 - ?                  | |                                                   |
| ラグラッツ                           | 1998年11月15日 - 2009年9月30日     | NHK BS2 | Amazonビデオ                                      |
| ラグラッツ・ザ・ティーンズ           | 2004年6月5日 - 2009年9月30日       | | Amazonビデオ                                      |
| インベーダー・ジム                   | 2005年6月25日 - 2009年9月30日      | | Amazonビデオ                                      |
| ジェニーはティーン☆ロボット          | 2004年12月29日 - 2009年9月30日     | |                                                   |
| ジンジャーの青春日記                 | 2004年4月3日 - 2009年9月30日       | |                                                   |
| ダグ                                 | 2003年5月29日 - 2007年             | |                                                   |
| チョーク・ゾーン                     | 2004年6月19日 - 2009年9月27日      | |                                                   |
| ヘイ・アーノルド!                    | 1998年11月 - 2009年9月28日         | |                                                   |
| ロケット・パワー                     | 2001年 - 2009年9月28日             | | Amazonビデオに移動                                |
| ワイルド・ソーンベリーズ             | 1999年2月28日 - 2009年9月30日      | |                                                   |
| キャットドッグ                       | 1999年2月27日- 2009年9月30日       | |                                                   |
| ぎゃあ!!!リアル・モンスターズ        | 1998年 - 2009年9月30日             | |                                                   |
| レンとスティンピー                   | 1998年 - 2009年9月28日             | |                                                   |
| アングリー・ビーバーズ               | 1998年 - 2009年9月30日             | |                                                   |
| ロッコーのモダンライフ               | 1998年 - 2009年9月30日             | |                                                   |
| オーイェイ・カートゥーンズ!          | ? - 2009年3月31日                  | |                                                   |
| カブラーム!                          | 1998年 - 2009年3月31日             | |                                                   |
| リトル・ビル                         | 2002年1月5日 - 2009年9月30日       | |                                                   |
| アバター 伝説の少年アン              | 2007年12月1日 - 2009年9月30日      | | Amazonプライム・ビデオ                            |
| クリーピー                           | 2008年10月3日 - 2009年9月27日      | | Netflix                                           |
| ハナモスキー                         | ? - 2009年9月30日                  | |                                                   |
| うら返しくん                         |                                    | |                                                   |
| ぶぶチャチャ                         | 2003年12月28日 2005年4月4日 - 不明 | |                                                   |
| まんが日本昔ばなし                   | 2002年4月6日 - 2006年9月13日       | |                                                   |

##### テレビドラマ
| 作品名                         | 放送期間                                                                                |
| ------------------------------ | --------------------------------------------------------------------------------------- |
| ネイキッド・ブラザーズ・バンド | 2008年4月5日 - 2009年9月30日                                                            |
| ドレイク&ジョシュ              | 2007年3月3日 - 2009年9月30日                                                            |
| セイディ my ダイアリー         | 2005年11月5日 - 2009年9月30日                                                           |
| アマンダ・ショー               | 2003年 - 2009年9月30日                                                                  |
| ロメオ!                        | 2005年11月5日 - 2009年9月30日                                                           |
| キーナン&ケル                  | 1998年 - 2009年9月30日                                                                  |
| いとこのスキーター             | 1999年 - ?                                                                              |
| ピートとピートの冒険           | 1998年 - 2008年春                                                                       |
| グローバル・ガッツ             | 1998年 - ?                                                                              |
| オール・ザット                 | 1998年 - ?                                                                              |
| クラリッサ                     | 1998年 - ?                                                                              |
| ワンだー・エディ               | 2005年2月1日 -                                                                          |
| シェルビーの事件ファイル       | 2003年7月20日 - 2003年10月12日（シーズン1） 2003年10月19日 - 2004年8月29日（シーズン2） |
| アレン・ストレンジの不思議な旅 | 1998年 - ?                                                                              |
| シャーリー・ホームズの冒険     | 2004年9月5日 - ?                                                                        |
| おまかせアレックス             | 2003年 - ?                                                                              |
| 私はケイトリン                 | 2005年2月1日 - ?                                                                        |
| マペット放送局                 | 2004年1月18日 - ?                                                                       |

##### 子供向け教育番組
| 作品名                               | 放送期間                      | 移行先（テレビ局）                | 移行先（配信局）                                 |
| ------------------------------------ | ----------------------------- | --------------------------------- | ------------------------------------------------ |
| ドーラといっしょに大冒険             | 2001年12月 - 2009年9月30日    | テレビ東京（終了） BSフジ（終了） | Amazonプライム・ビデオ                           |
| Sing×3♪ぼくら、バックヤーディガンズ! | 2006年4月29日 - 2009年3月31日 | ディズニージュニア（終了）        | Netflix YouTube ツリーハウスダイレクトチャンネル |
| ワンダー・ペッツ                     | 2007年4月 - 2009年9月30日     |                                   |                                                  |
| ブルーズ・クルーズ                   | 2004年4月3日 - 2009年9月      |                                   | Amazonビデオに移動                               |
| リトル・ビル                         | 2002年1月5日 - 2009年9月30日  |                                   |                                                  |
| ぴっくみー                           |                               |                                   |                                                  |
| アレグラの扉                         | 1998年 - ?                    |                                   |                                                  |
| ユリーカのお城                       | 1998年 - ?                    |                                   |                                                  |

##### ゲーム番組
| 作品名                   | 放送期間      |
| ------------------------ | ------------- |
| グローバル・ガッツ       |               |
| レジェンド〜隠れ寺の伝説 | ? - 2009年1月 |

##### その他（旅チャンネル等、他局の番組の再放送）
| 作品名                 | 放送期間 |
| ---------------------- | -------- |
| 文学歴史アート紀行     | 2002年頃 |
| 日本音紀行             | 2002年頃 |
| ザ・プロフェッショナル | 2002年頃 |
| 下町・江戸情緒の旅     | 2002年頃 |

#### 2009年撤退後に放送・配信された番組

##### テレビアニメ
『スポンジ・ボブ』などスカパー!撤退前から放送されていた番組、Nick+等のニコロデオン公式動画サービスで配信されている番組は除く。
| 作品名                                      | 放送局                         | 配信局                 | 備考           |
| ------------------------------------------- | ------------------------------ | ---------------------- | -------------- |
| アイアンマン ザ・アドベンチャーズ           | ディズニーXD                   |                        |                |
| オリビア                                    | ディズニージュニア             |                        |                |
| 獣旋バトル モンスーノ                       | テレビ東京                     |                        | テレビ東京製作 |
| チクタク・タウン                            | ディズニージュニア             | Netflix                |                |
| ミュータント タートルズ3D                   | テレビ東京                     |                        | テレビ東京製作 |
| ピーターラビットのだいぼうけん              | カートゥーン ネットワーク      | Netflix                |                |
| 忍者ハットリくん                            | アニマックス テレ朝チャンネル1 |                        |                |
| ララループシー                              |                                | Netflix                |                |
| ピンキー・マリンキー                        |                                | Netflix                |                |
| ロッコーのモダンライフ 〜ハイテクな21世紀〜 |                                | Netflix                |                |
| インベーダー・ジム: フローパス計画          |                                | Netflix                |                |
| グリッチ・テックス                          |                                | Netflix                |                |
| ワールド・オブ・ウィンクス                  |                                | Netflix                |                |
| ラビッツ インベージョン                     | ディズニーXD                   | めばえ Ubisoft Netflix |                |
| レゴシティ アドベンチャーズ                 |                                | LEGO                   |                |
| パウ・パトロール                            | テレビ東京系列                 |                        |                |
| ラウド・ハウス・ムービー                    |                                | Netflix                |                |
| アルビン! & しまっピーズ                    | ディズニー・チャンネル         |                        |                |
| ベイビーシャークのわくわくショー            | BSJapanext（終了）             |                        |                |
| トランスフォーマー アーススパーク           | テレビ東京                     | ハズブロ タカラトミー  |                |

##### テレビドラマ
| 作品名                           | 放送局    | 配信局 | 備考 |
| -------------------------------- | --------- | ------ | ---- |
| 超能力ファミリー サンダーマン    | NHK Eテレ |        |      |
| ゲームシェイカーズ               | NHK Eテレ |        |      |
| スクール・オブ・ロック           | NHK Eテレ |        |      |
| 100 オトナになったらできないこと | NHK Eテレ |        |      |
| ビクトリアス                     | NHK Eテレ |        |      |

##### テレビ番組
| 作品名                 | 放送局 | 配信局  | 備考 |
| ---------------------- | ------ | ------- | ---- |
| ブルーズ・クルーズ&YOU |        | Netflix |      |

##### 特撮番組
| 作品名                         | 放送局         | 配信局 | 備考 |
| ------------------------------ | -------------- | ------ | ---- |
| パワーレンジャー・サムライ     | 東映チャンネル |        |      |
| パワーレンジャー・メガフォース | 東映チャンネル |        |      |

## Nick+
nick+（ニックプラス）とはカナダで行われている定額制動画配信サービスのことで、Amazon Prime VideoとApple TVにて提供を開始している。日本では2021年4月28日からRakuten TVから提供されている。2023年3月28日を以って新規登録を終了し、4月27日23時59分サービス終了した。

### 配信されなかった作品
プレリリース通りに配信されなかった作品は以下の通り。
- ブルーズ・クルーズ&YOU（日本語吹き替え版）
- バブル・グッピーズ（日本語吹き替え版）

### 最後まで配信された作品

#### 日本語吹替作品
| 作品名                                    | 配信日          | 配信中シーズン        | 備考                       |
| ----------------------------------------- | --------------- | --------------------- | -------------------------- |
| パウ・パトロール                          | 2021年4月28日 - | シーズン1 - シーズン2 |                            |
| スポンジ・ボブ                            | 2021年4月28日 - | シーズン3 - シーズン6 |                            |
| ミュータント・タートルズ                  | 2021年4月28日 - | シーズン1 - シーズン2 |                            |
| ブレイズ&モンスターマシン                 | 2021年4月28日 - | シーズン1             |                            |
| アバター 伝説の少年アン                   | 2021年4月28日 - | 水の巻 土の巻 火の巻  |                            |
| アー・ユー・アフレイド・オブ・ザ・ダーク? | 2021年4月28日 - | 全3話                 | 2019年リバイバル版         |
| ラウド・ハウス                            | 2021年4月28日 - | シーズン1             |                            |
| ラウド・ハウス                            | 2022年3月7日 -  | シーズン2（#1～#13）  |                            |
| ラウド・ハウス                            | 2022年4月1日 -  | シーズン2（#14〜#26） |                            |
| 超能力ファミリー サンダーマン             | 2021年4月28日 - | シーズン1 - シーズン2 | 第16話はハワイエンド版のみ |
| ゲームシェイカーズ                        | 2021年4月28日 - | シーズン1 - シーズン2 |                            |
| ザ・ペンギンズ from マダガスカル          | 2021年4月28日 - | シーズン1 -           | 13話分、未配信分あり       |
| ドーラといっしょに大冒険                  | 2021年4月28日 - | シーズン1 - シーズン6 | 136話分、未配信分あり      |
| みんなのウミズーミ                        | 2021年4月28日 - | シーズン1 - シーズン2 |                            |
| インベーダー・ジム                        | 2021年4月28日 - | シーズン1             |                            |
| ディア・スクワッド                        | 2022年1月6日 -  | シーズン1             |                            |

#### 英語教育向け作品
| 作品名                           | 配信日          | 配信中シーズン        |
| -------------------------------- | --------------- | --------------------- |
| Dora and Friends: Into the City! | 2021年4月28日   | シーズン1 - シーズン2 |
| バブル・グッピーズ               | 2021年4月28日 - | シーズン1 - シーズン2 |
| ワンダー・ペッツ                 | 2021年4月28日 - | シーズン2 - シーズン2 |
| The Fresh Beat Band              | 2021年4月28日 - | シーズン1 - シーズン2 |